# Kitimat

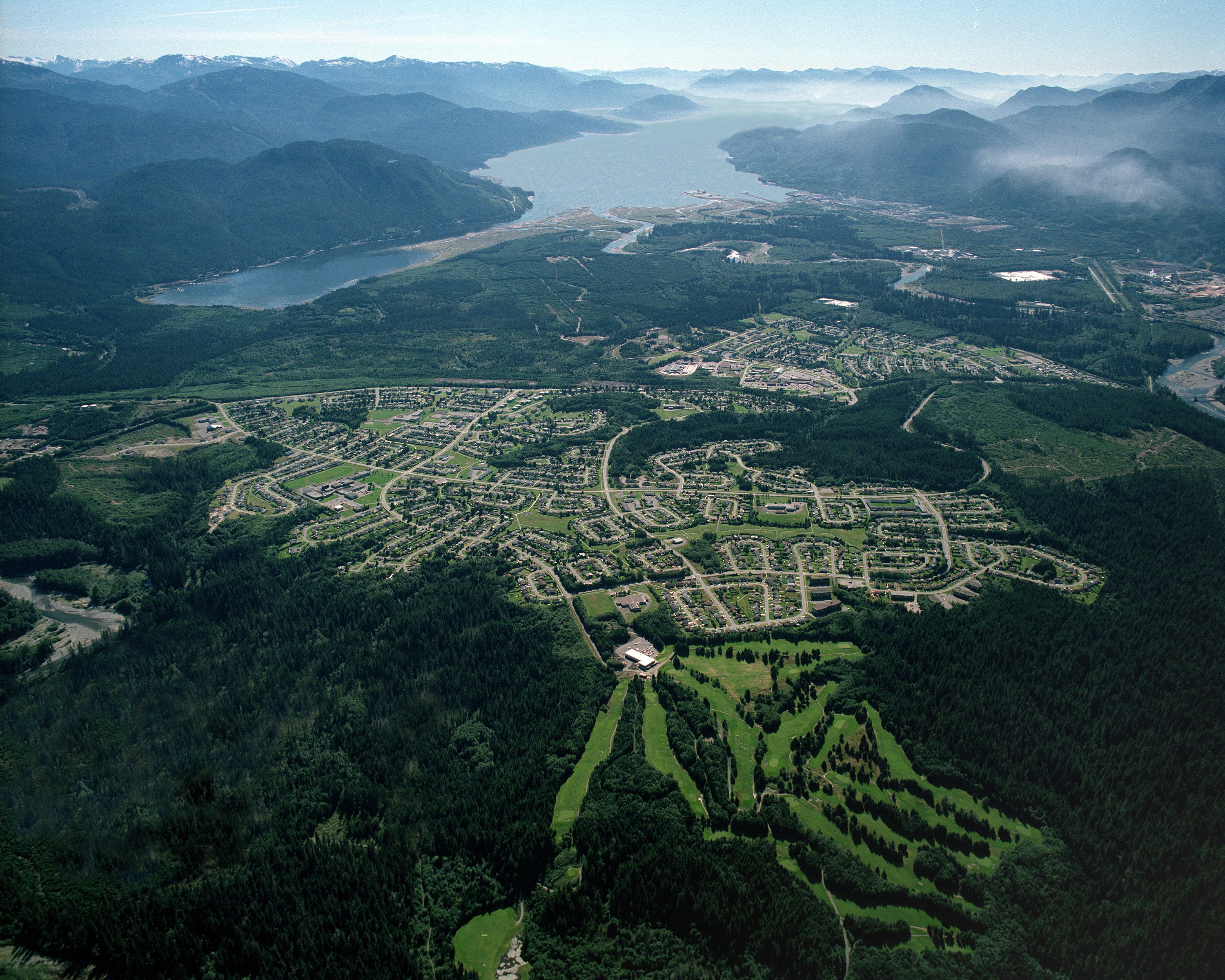
Flygbild, Kitimat.

Kitimat är en kuststad i nordvästra British Columbia i Kanada, i det regionala distriktet Kitimat-Stikine. Kitimat Valley, som även innefattar Terrace, är den folkrikaste bygden i nordvästra British Columbia. Staden planerades och byggdes upp av Aluminum Company of Canada (Alcan), numera Rio Tinto under 1950-talet i samband med att ett vattenkraftverk och ett aluminiumsmältverk anlades. Staden planerades som en trädgårdsstad och arkitekten Clarence Stein studerade omgivningar och vindförhållande för att minimera smältverkets inflytande på bostadsområdena.